# Thyréa (Évros)
Thyréa (grec moderne : Θυρέα) est une localité située dans le dème de Didymotique, dans le district régional d'Évros, dans la periphérie de Macédoine-Orientale-et-Thrace, en Grèce.
La localité appartient à la communauté municipale d'Ellinochóri. Selon le recensement de 2021, elle compte 103 habitants.